# FIBA-Players-Commission
Die FIBA-Players-Commission ist eine von der FIBA eingerichtete Kommission.

## Folgende Aufgaben hat die FIBA-Players-Commission
- Sie soll sich um die Probleme von Spielern jeglichen Alters und Geschlechts kümmern.
- Dem FIBA-Central-Board bezüglich den Spielern alle notwendigen Vorschläge und Empfehlungen zur Verbesserung der Situation der Spieler unterbreiten.

- Sie soll zu den verschiedenen FIBA-Wettbewerben Feedback geben und mögliche Verbesserungen vorschlagen.

## Sonstiges
- Die Person, die als Vertreter der Spieler in das FIBA-Central-Board gewählt wurde, ist auch der/die Vorsitzende der Spielerkommission.

## Mitglieder der FIBA-Spielerkommission

### 2023 bis 2027
| Funktion                     | Name                    | Foto | Land                   | Kontinentalverband | Weitere Funktionen in der FIBA   | Belege      |
| ---------------------------- | ----------------------- | ---- | ---------------------- | ------------------ | -------------------------------- | ----------- |
| Vorsitzender                 | Dirk Nowitzki           |      | Deutschland            | Europa             | Mitglied des FIBA-Central-Boards | [ 1 ] [ 2 ] |
| Stellvertretende Vorsitzende | Sonja Vasic             |      | Serbien                | Europa             | Mitglied des FIBA-Central-Boards | [ 2 ]       |
| Mitglied                     | Kieron Achara           |      | Vereinigtes Königreich | Europa             |                                  | [ 2 ]       |
| Mitglied                     | Carlos Arroyo           |      | Puerto Rico            | Amerika            |                                  | [ 2 ]       |
| Mitglied                     | Roseli do Carmo Gustavo |      | Brasilien              | Amerika            |                                  | [ 2 ]       |
| Mitglied                     | Hamchetou Maiga Ba      |      | Mali (MLI)             | Afrika             |                                  | [ 2 ]       |
| Mitglied                     | Dejan Majstorović       |      | Serbien                | Europa             |                                  | [ 2 ]       |
| Mitglied                     | Nicolo Melli            |      | Italien                | Europa             |                                  | [ 2 ]       |
| Mitglied                     | Marko Milic             |      | Slowenien              | Europa             |                                  | [ 2 ]       |
| Mitglied                     | Yuko Oga                |      | Japan                  | Asien              |                                  | [ 2 ]       |
| Mitglied                     | Kirk Samuel Penney      |      | Neuseeland             | Ozeanien           |                                  | [ 2 ]       |
| Mitglied                     | Jennifer Ellen Screen   |      | Australien             | Ozeanien           |                                  | [ 2 ]       |
| Mitglied                     | Mfon Sunday Udoka       |      | Nigeria                | Afrika             |                                  | [ 2 ]       |
| Mitglied                     | Nikolaos Zisis          |      | Griechenland           | Europa             |                                  | [ 2 ]       |

### 2019 bis 2023
| Funktion                     | Name                           | Foto | Land         | Kontinentalverband | Belege |
| ---------------------------- | ------------------------------ | ---- | ------------ | ------------------ | ------ |
| Vorsitzender                 | Dirk Nowitzki                  |      | Deutschland  | Europa             | [ 3 ]  |
| Stellvertretende Vorsitzende | Jennifer Ellen Screen          |      | Australien   | Ozeanien           | [ 3 ]  |
| Mitglied                     | Hamchetou Maiga Ba             |      | Mali (MLI)   | Afrika             | [ 3 ]  |
| Mitglied                     | Dejan Majstorović              |      | Serbien      | Europa             | [ 3 ]  |
| Mitglied                     | Marko Milic                    |      | Slowenien    | Europa             | [ 3 ]  |
| Mitglied                     | Yuko Oga                       |      | Japan        | Asien              | [ 3 ]  |
| Mitglied                     | Kirk Samuel Penney             |      | Neuseeland   | Ozeanien           | [ 3 ]  |
| Mitglied                     | Nikolaos Zisis                 |      | Griechenland | Europa             | [ 3 ]  |
| Mitglied                     | Mathieu Faye                   |      | Senegal      | Afrika             | [ 3 ]  |
| Mitglied                     | Maria Paula Goncalves da Silva |      | Brasilien    | Amerika            | [ 3 ]  |
| Mitglied                     | Ilona Korstin                  |      | Russland     | Europa             | [ 3 ]  |
| Mitglied                     | Raffaella Masciadri            |      | Italien      | Europa             | [ 3 ]  |
| Mitglied                     | Yegor Mescheriakov             |      | BLR          |                    | [ 3 ]  |
| Mitglied                     | Hanno Mottola                  |      | Finnland     | Europa             | [ 3 ]  |
| Mitglied                     | Marie-Ève Paget                |      | Frankreich   | Europa             | [ 3 ]  |
| Mitglied                     | Amaya Valdemoro                |      | Spanien      | Europa             | [ 3 ]  |